# Mário Laginha
Mário João Laginha dos Santos, connu sous le nom Mário Laginha, né le 25 avril 1960 à Lisbonne, est un pianiste portugais.

## Discographie
- André Mehmari e Mário Laginha ao Vivo no Auditório Ibirapuera (2013)
- Mongrel (2010)
- Chocolate (2008)
- 3 Pianos (DVD - 2007)
- Espaço (2007)
- Perfil (2006)
- Canções e Fugas (2006)
- Tralha (2004)
- Grândolas - Seis Canções e Dois Pianos nos Trinta Anos de Abril (2004)
- Piano a 4 mãos - Mário Laginha et Bernardo Sassetti (2003)
- Undercovers (2002)
- Mumadji (2001)
- Chorinho Feliz (2002)
- Lobos, Raposas e Coiotes (1999)
- Cor (1998)
- Fábula (1996)
- Danças (1994)
- Sol (Cal Viva) (1992)
- Duetos (avec Pedro Burmester) (1993)
- Hoje (1994)
- Cem Caminhos (1985)
- Quinteto Maria João (1983)
- Ao Encontro (Sexteto de Jazz de Lisboa)